# Hoher Zahn
Der Hohe Zahn (ital.: Dente Alto) ist ein 2924 m ü. A. hoher Berg in den Stubaier Alpen an der Grenze zwischen Österreich und Italien.

## Lage und Umgebung

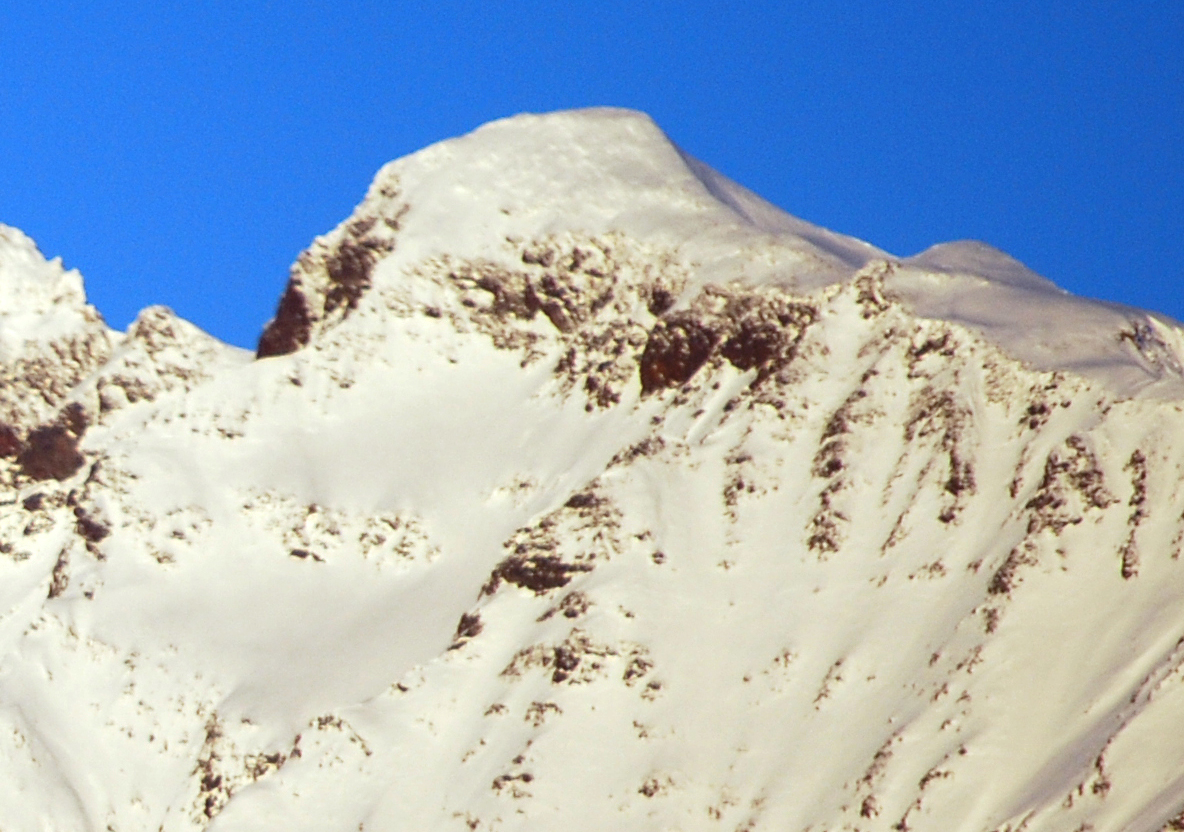
Ansicht von Südosten

Der Hohe Zahn ist Bestandteil des Alpenhauptkamms, der hier das Tiroler Gschnitztal im Norden vom Südtiroler Pflerschtal  im Süden trennt. Nachbarberg im Westen ist die 3017 m hohe Weißwandspitze, nach Nordosten setzt sich der Kamm zum 2767 m hohen Pflerscher Pinggl und der 2599 m hohen Pflerscher Scharte hin fort.
Östlich des Hohen Zahnes liegt der Sandessee mit der italienischen Tribulaunhütte (2369 m), die ein wichtiger Ausgangspunkt für die Besteigung des Berges ist. Der Tiroler Höhenweg (Via Alta) führt als markierter Steig zwischen Tribulaunhütte und Magdeburger Hütte südlich knapp unterhalb des Gipfels des Hohen Zahns entlang. Von diesem Weg aus ist der Gipfel in wenigen Minuten über einen Steig erreichbar. Daneben gibt es einen weiteren Anstieg, der von der Laponesalm (1472 m) im Gschnitztal zum Joch zwischen Hohem Zahn und Weißwandspitze und von dort unschwierig zum Gipfel führt. Dort befindet sich ein 2010 erneuertes hölzernes Gipfelkreuz.

## Geologie
Der Hohe Zahn besteht hauptsächlich aus Paragneis, dem typischen Gestein des Ötztal-Stubai-Kristallins, und im Liegenden aus Amphibol-Gneis.